# Lanertshausen
Lanertshausen ist der nach Einwohnerzahl kleinste Ortsteil der Gemeinde Frielendorf im nordhessischen Schwalm-Eder-Kreis. 
Lanertshausen liegt östlich des Hauptortes mitten im Knüllgebirge.

## Geschichte
Die älteste bekannte schriftliche Erwähnung von Lanertshausen erfolgte unter dem Namen Landershusen im Jahr 1197. Er war zu dieser Zeit ein Wirtschaftshof des Klosters Spieskappel. Weitere Erwähnungen erfolgten unter den Ortsnamen (in Klammern das Jahr der Erwähnung): Nandershusin (1235), Landerthusen (1458), Nendershausen (1591), Landerhaußen (1681) und schließlich Lanertshausen.
In den 1970er Jahren wurde die hessische Gebietsreform durchgeführt. Die erste Phase war der freiwillige Zusammenschluss der Gemeinden. Dies wurde auch durch finanzielle Vergünstigungen von Seiten des Landes gefördert. In dieser Phase schlossen sich die Gemeinden Frielendorf, Gebersdorf, Lenderscheid (seit 15. September 1968 mit der Gemeinde Lanertshausen und seit 1. Juli 1970 mit der Gemeinde Siebertshausen vereinigt), Linsingen und Todenhausen zur neuen Großgemeinde Frielendorf zusammen. Am 1. Januar 1974 wurden kraft Landesgesetz die beiden Großgemeinden Frielendorf und Grenzebach (das sich am 31. Januar 1971 aus den Gemeinden Leimsfeld, Obergrenzebach und Schönborn gebildet hatte) mit den bisher selbständig gebliebenen Gemeinden Allendorf, Großropperhausen, Leuderode, Spieskappel und Verna zu einer wiederum neuen Großgemeinde Frielendorf zusammengeschlossen. Sitz der Gemeindeverwaltung wurde Frielendorf. Für die ehemals eigenständigen Gemeinden von Frielendorf wurde je ein Ortsbezirk mit Ortsbeirat und Ortsvorsteher nach der Hessischen Gemeindeordnung gebildet.

## Bevölkerung

### Einwohnerstruktur 2011
Nach den Erhebungen des Zensus 2011 lebten am Stichtag, dem 9. Mai 2011, in Lanertshausen 33 Einwohner. Darunter waren 3 (9,1 %) Ausländer.
Nach dem Lebensalter waren 3 Einwohner unter 18 Jahren, 15 zwischen 18 und 49, 6 zwischen 50 und 64 und 6 Einwohner waren älter. Die Einwohner lebten in 12 Haushalten. Davon waren 6 Singlehaushalte, keine Paare ohne Kinder und 3 Paare mit Kindern, sowie 3 Alleinerziehende und keine Wohngemeinschaften. In 3 Haushalten lebten ausschließlich Senioren und in 6 Haushaltungen lebten keine Senioren.

### Einwohnerentwicklung
| Quelle: Historisches Ortslexikon |                                |
| • 1585:                          | 7 Hausgesesse                  |
| • 1639:                          | 6 Hausgesesse                  |
| • 1681:                          | 7 Hausgesesse, zwei Ausschuss. |
| • 1747:                          | 9 Hausgesesse                  |

| Lanertshausen: Einwohnerzahlen von 1834 bis 2017 | Lanertshausen: Einwohnerzahlen von 1834 bis 2017 | Lanertshausen: Einwohnerzahlen von 1834 bis 2017 | Lanertshausen: Einwohnerzahlen von 1834 bis 2017 | Lanertshausen: Einwohnerzahlen von 1834 bis 2017 |
| --- | ------------------------------------------------ | ------------------------------------------------ | ------------------------------------------------ | ------------------------------------------------ |
| Jahr |                                                  |                                                  |                                                  | Einwohner                                        |
| 1834 | 1834                                             |                                                  | 83                                               | 83                                               |
| 1840 | 1840                                             |                                                  | 86                                               | 86                                               |
| 1846 | 1846                                             |                                                  | 86                                               | 86                                               |
| 1852 | 1852                                             |                                                  | 80                                               | 80                                               |
| 1858 | 1858                                             |                                                  | 72                                               | 72                                               |
| 1864 | 1864                                             |                                                  | 75                                               | 75                                               |
| 1871 | 1871                                             |                                                  | 66                                               | 66                                               |
| 1875 | 1875                                             |                                                  | 67                                               | 67                                               |
| 1885 | 1885                                             |                                                  | 75                                               | 75                                               |
| 1895 | 1895                                             |                                                  | 64                                               | 64                                               |
| 1905 | 1905                                             |                                                  | 56                                               | 56                                               |
| 1910 | 1910                                             |                                                  | 56                                               | 56                                               |
| 1925 | 1925                                             |                                                  | 69                                               | 69                                               |
| 1939 | 1939                                             |                                                  | 58                                               | 58                                               |
| 1946 | 1946                                             |                                                  | 113                                              | 113                                              |
| 1950 | 1950                                             |                                                  | 101                                              | 101                                              |
| 1956 | 1956                                             |                                                  | 82                                               | 82                                               |
| 1961 | 1961                                             |                                                  | 63                                               | 63                                               |
| 1967 | 1967                                             |                                                  | 53                                               | 53                                               |
| 1980 | 1980                                             |                                                  | ?                                                | ?                                                |
| 1990 | 1990                                             |                                                  | ?                                                | ?                                                |
| 2000 | 2000                                             |                                                  | ?                                                | ?                                                |
| 2011 | 2011                                             |                                                  | 33                                               | 33                                               |
| 2017 | 2017                                             |                                                  | 29                                               | 29                                               |
| Datenquelle: Historisches Gemeindeverzeichnis für Hessen: Die Bevölkerung der Gemeinden 1834 bis 1967. Wiesbaden: Hessisches Statistisches Landesamt, 1968. Weitere Quellen: LAGIS; Gemeinde Frielendorf, Zensus 2011 |                                                  |                                                  |                                                  |                                                  |

### Historische Religionszugehörigkeit
| Quelle: Historisches Ortslexikon |                                                                 |
| • 1861:                          | 72 evangelisch-reformierte Einwohner                            |
| • 1885:                          | 75 evangelische (= 100 %) Einwohner                             |
| • 1961:                          | 58 evangelische (= 92,06 %), 5 katholische (= 7,94 %) Einwohner |

### Historische Erwerbstätigkeit
| • 1838 | Familien: 7 Ackerbau, 2 Gewerbe, 3 Tagelöhner                                                                                         |
| • 1961 | Erwerbspersonen: 22 Land- und Forstwirtschaft, 7 produzierendes Gewerbe, drei Handel und Verkehr, eine Dienstleistungen und Sonstiges |

## Politik
Für die Ortsteile Lanertshausen und Siebertshausen besteht ein gemeinsamer Ortsbezirk (Gebiete der ehemaligen Gemeinden Lanertshausen und Siebertshausen) mit Ortsbeirat und Ortsvorsteher nach der Hessischen Gemeindeordnung. Der Ortsbeirat besteht aus fünf Mitgliedern.
Bei den Kommunalwahlen in Hessen 2021 betrug die Wahlbeteiligung zum Ortsbeirat Siebertshausen/Lanertshausen 68,5 %. Alle Kandidaten gehörten der „Ortsliste Siebertshausen Lanertshausen“ an. Der Ortsbeirat wählte Melanie Nette zur Ortsvorsteherin.

## Kulturdenkmäler
Für die Kulturdenkmäler des Ortes siehe die Liste der Kulturdenkmäler in Lanertshausen.